# Stephen Pearl Andrews
Stephen Pearl Andrews (22 de marzo de 1812 - 21 de mayo de 1886) fue un anarquista individualista estadounidense y autor de varios libros sobre el tema. 

## Vida y trabajos
Nacido en Templeton, Massachusetts, se trasladó a Luisiana a la edad de 18 años, estudió y ejerció el Derecho; horrorizado por la esclavitud, se convirtió en abolicionista. Fue el primer abogado de la Sra. Myra Gaines Clark en su célebre caso. Después de haberse trasladado a Texas en 1839, él y su familia estaban casi fueron asesinados a causa de sus conferencias abolicionistas y tuvo que huir en 1843. Andrews viajó a Inglaterra donde no tuvo éxito en la recaudación de fondos para el movimiento abolicionista en América. 
Mientras estuvo en Inglaterra, Andrews se interesó en el nuevo sistema de taquigrafía de Pitman y al regresar a EE. UU. enseñó y escribió acerca de este sistema, y concibió un popular sistema fonográfico para la presentación de informes. Siguiendo esto publicó una serie de instructivos editados en dos libros y revistas, el Anglo-Saxon y el Propagandist. Elaboró un idioma "científico", "Alwato", en el que solía conversar y cartear con sus alumnos. En el momento de su muerte fue compilado un diccionario del mismo, que se publicó póstumo. 
Como lingüista, también se interesó en la fonética y el estudio de lenguas extranjeras, con el tiempo aprendió 30 idiomas. A finales de la década de 1840 comenzó a centrar sus energías en las comunidades utópicas individualistas. Él y su compañero anarquista Josiah Warren (que fue 
responsable de la conversión de Andrews al individualismo radical) establecieron Modern Times en Brentwood, NY, (1851). Luego, en (1857), estableció la Unity Home en Nueva York. Como muchos anarcoindividualistas del siglo XIX, y a diferencia de los anarcocomunistas, respaldó la libre empresa y la libre contratación como un derecho legítimo. A pesar de reconocer la legitimidad del trabajo asalariado, creía que en el sistema que vivía los individuos no estaban recibiendo un salario acorde con la cantidad de trabajo que ejercían, para solucionarlo propuso el uso de la nota de trabajo en el mercado laboral.
En la década de 1860 se propone una sociedad ideal llamada "pantarquía", y de esta pasó a una filosofía que llamó "universología", que hizo hincapié en la unidad de todos los conocimientos y actividades. 
Andrews fue uno de los primeros en utilizar la palabra "cienciología". La palabra se define como un neologismo en su  libro The Primary Synopsis of Universology and Alwato: The New Scientific Universal Language.

## Obras
- Cost the Limit of Price (1851)
- The Constitution of Government in the Sovereignty of the Individual (1851)
- The Science of Society (1851)
- The Sovereignty of the Individual (1853)
- Principles of Nature, Original Physiocracy, the New Order of Government (1857)
- The Pantarchy (1871)
- The Primary Synopsis of Universology and Alwato: The New Scientific Universal Language (1871)
- The Basic Outline of Universology (1872)
- The Labor Dollar (1881)
- Elements of Universology (1881)
- The New Civilization (1885)